# Marija Kondratjeva
Marija Aleksandrovna Kondratjeva (russisk: Мария Александровна Кондратьева, tr. Marija Aleksandrovna Kondratjeva; født 17. januar 1982 i Moskva, Sovjetunionen) er en kvindelig professionel tennisspiller fra Rusland.
Marija Kondratjeva højeste rangering på WTA single rangliste var som nummer 210, som hun opnåede 23. juni 2008. I double er den bedste placering nummer 48, som blev opnået 18. oktober 2010. 